# Meskom
Meskom is een bestuurslaag in het regentschap Bengkalis van de provincie Riau, Indonesië. Meskom telt 3574 inwoners (volkstelling 2010).